# عبدالله میته
عبدالله میته (انگلیسی: Abdoulaye Méïté؛ زادهٔ ۶ اکتبر ۱۹۸۰) یک بازیکن فوتبال اهل فرانسه است.
وی همچنین در تیم ملی فوتبال ساحل عاج بازی کرده‌است.